# Siemianów (powiat strzeliński)
Siemianów – wieś w Polsce, położona w województwie dolnośląskim, w powiecie strzelińskim, w gminie Borów.
| SIMC    | Nazwa    | Rodzaj     |
| ------- | -------- | ---------- |
| 1004862 | Jeziorno | przysiółek |

W latach 1975–1998 wieś położona była w województwie wrocławskim.